# Альтрип (Франция)
Альтрип (фр. Altrippe) — коммуна на северо-востоке Франции в регионе Гранд-Эст (бывший Эльзас — Шампань — Арденны — Лотарингия), департамент Мозель, округ Форбак — Буле-Мозель, кантон Саральб. До марта 2015 года коммуна административно входила в состав упразднённого кантона Гротенкен.

## Географическое положение
Коммуна расположена в 330 км к востоку от Парижа и в 50 км к востоку от Меца.
Площадь коммуны — 4,88 км², население — 431 человек (2006) с тенденцией к стабилизации: 386 человек (2014), плотность населения — 79,1 чел/км². Ранее входила в состав Лотарингии.

## История
- Входил в историческую провинцию Лотарингия, принадлежал колледжу Сен-Совёр-де-Мец под юрисдикцией сеньора Креанжа.

## Население
Численность населения коммуны в 2008 году составляла 430 человек, в 2011 году — 398 человек, в 2013 году — 386 человек, а в 2014-м — 386 человек.
| 1962 | 1968 | 1975 | 1982 | 1990 | 1999 | 2006 | 2011 | 2014 |
| ---- | ---- | ---- | ---- | ---- | ---- | ---- | ---- | ---- |
| 240  | 233  | 272  | 308  | 369  | 404  | 431  | 398  | 386  |

Динамика населения:

## Экономика
В 2010 году из 286 человек трудоспособного возраста (от 15 до 64 лет) 201 были экономически активными, 85 — неактивными (показатель активности 70,3 %, в 1999 году — 62,7 %). Из 201 активных трудоспособных жителей работали 179 человек (95 мужчин и 84 женщины), 22 числились безработными (12 мужчин и 10 женщин). Среди 85 трудоспособных неактивных граждан 24 были учениками либо студентами, 30 — пенсионерами, а ещё 31 — были неактивны в силу других причин.

## Достопримечательности
- Следы галло-романской культуры.
- Церковь Сен-Пьер (1847), колокол XII века.